# 4 Ezra
4 Ezra is een apocrief van het Oude Testament dat behoort tot de apocalyptische literatuur. 
Er zijn meerdere boeken met de naam Ezra waarvoor geen eenduidige naamgeving is. In de Statenvertaling en de Vulgaat wordt het boek van dit artikel 4 Ezra genoemd, maar het wordt 3 Esdras genoemd in de Oudkerkslavische Bijbel. Daarnaast staat het bekend als 2 Esdras zoals in de Engelstalige King James Version. Verwarrend genoeg wordt hoofdstuk 3 t/m 14 van dit boek ook aangeduid met 4 Ezra (zie hieronder).   

## Canoniciteit
Het boek wordt gezien als apocrief in zowel het rooms-katholicisme als het protestantisme. Sinds het Concilie van Trente (1546) is het boek samen met 3 Ezra en het gebed van Manasse onderdeel van de appendix van de Latijnse Vulgaat. Het boek wordt wel door de Ethiopisch-Orthodoxe Tewahedo Kerk en de Russische-Orthodoxe Kerk als canoniek gezien.

## Indeling
Het boek bestaat uit 16 hoofdstukken en is eigenlijk een samenvoeging van drie geschriften. 5 Ezra dat bestaat uit de hoofdstukken 1 en 2. 4 Ezra dat bestaat uit de hoofdstukken 3 t/m 14 en 6 Ezra dat bestaat uit de hoofdstukken 15 en 16.

## Inhoud

### Hoofdstuk 1 en 2
In dit gedeelte gaat het over de toenemende spanningen tussen joden en christenen. Het volk Israël wordt aangeklaagd voor hun zonden en de komst van een nieuw volk wordt voorspeld (de christenen). Dit volk zal de beloften ontvangen die oorspronkelijk aan de Israëlieten gedaan zijn.

### Hoofdstuk 3 t/m 14
De auteur van dit gedeelte neemt de pseudoniem Ezra aan. Hij veronderstelt dat Ezra leefde ten tijde van de verwoesting van de Tempel van Salomo door de Babyloniërs in 586 v.Chr. Op deze manier vergelijkt de auteur zijn eigen situatie met die van Ezra.
De vraag die in dit gedeelte centraal staat is hoe een rechtvaardige God kan toelaten dat zijn uitverkoren volk zoveel tegenslagen te verduren krijgt. Het gedeelte bevat zeven visioenen. In de eerste drie visioenen neemt Ezra een standpunt in dat de idealen van Gods barmhartigheid, rechtvaardigheid en zorg voor de mensheid, en Israël in het bijzonder, benadrukt. Hij wordt steeds terecht gewezen door een engel die de tekortkomingen van de menselijke rede benadrukt. In het vierde visioen begint Ezra Gods wil te accepteren. Ezra krijgt nu een mystiek visioen van het hemelse Jeruzalem. Ezra krijgt daarna twee visioenen die aangeven dat de echte oplossing een apocalyptische is: de lijdende rechtvaardigen zullen in de eindtijd hun verdiende loon krijgen. In het laatste visioen krijgt Ezra toestemming om de geschriften die door de 'Babyloniërs' verbrand zijn te herschrijven. Naast de boeken van de Hebreeuwse canon schrijft hij ook zeventig boeken die voor de 'wijzen' van zijn volk bedoeld zijn.

### Hoofdstuk 15 en 16
In dit gedeelte voorspelt een anonieme profeet verschrikkelijke catastrofes die de hele aarde zullen treffen als gevolg van menselijke ongerechtigheid. Gods 'uitverkorenen' worden gewaarschuwd zich van zonde te onthouden als ze wensen aan de catastrofes te ontkomen. 

## Auteurschap
Hoofdstuk 1 en 2 vormen een christelijk geschrift dat geschreven is in de tweede en derde eeuw na Christus. Het is geschreven in het Grieks of Latijn. Waar het geschreven is, is onbekend. Hoofdstuk 3 t/m 14 is oorspronkelijk geschreven in het Hebreeuws door een anonieme Jood in Israël aan het eind van de eerste eeuw na Christus. In de tweede eeuw na Christus is dit gedeelte in het Grieks vertaald en later in andere talen. Hoofdstuk 15 en 16 vormen een christelijk geschrift dat in de derde eeuw na Christus is geschreven, waarschijnlijk in Anatolië. Hoewel er alleen een volledige versie in het Latijn beschikbaar is, is er een vierde-eeuws Grieks perkament gevonden dat aangeeft dat dit gedeelte oorspronkelijk in het Grieks is geschreven.

## Historisch gebruik
Het boek is bekend in acht versies: Latijn, Syrisch, Ethiopisch, Georgisch, Armeens, twee onafhankelijke Arabische versies en een fragmentaire Koptische versie. Het grote aantal vertalingen getuigt van de grote populariteit die het boek had in de vroege middeleeuwen.
Hoofdstuk 3 t/m 14 (4 Ezra) komt voor het eerst voor in Stromata van Clemens van Alexandrië. Aangezien Stromata pas aan het einde van de tweede eeuw werd geschreven, is het goed mogelijk dat toen de Griekse vertaling klaar was om te lezen.